# Ma si vene stasera
Ma si vene stasera è un singolo di Alessio, pubblicato nel 2006.

## Descrizione
Il brano fu scelto come colonna sonora del film Gomorra.  
Nel 2013 il brano viene scelto come musica d'ingresso dei Gomorroidi (I Ditelo voi), comici di Made in Sud.